# Cornelis Johannes van Houten

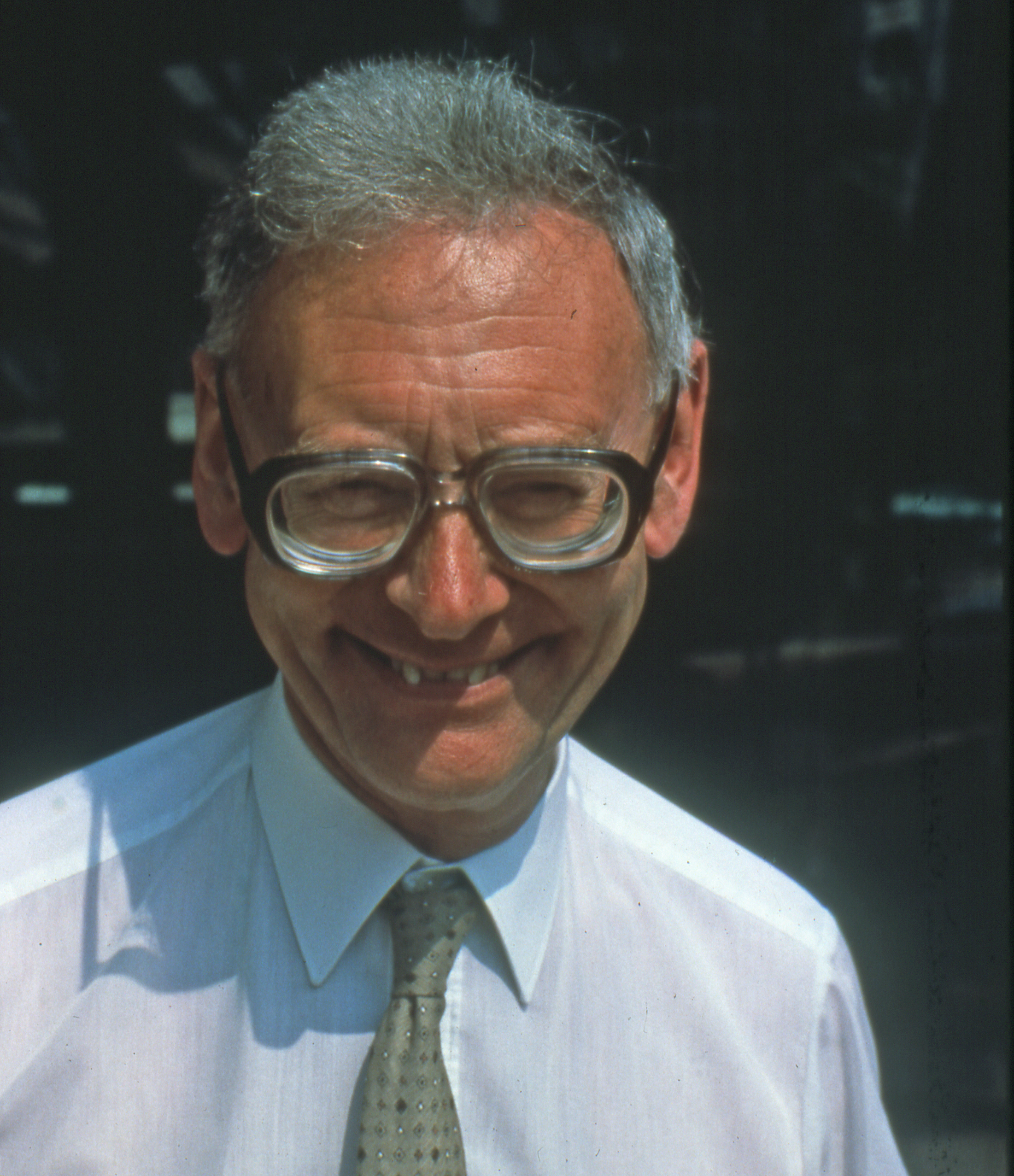
Kees van Houten (1988)

Cornelis Johannes van Houten (Haia, 1920 – 24 de agosto de 2002) foi um astrônomo neerlandês, algumas vezes referido como Kees van Houten.

## Carreira
Cornelis van Houten fez sua carreira inteira na Universidade de Leiden, exceto durante um breve período entre 1954 e 1956, que passou como assistente de pesquisa no Observatório Yerkes. Ele concluiu seu curso de graduação em 1940, mas a Segunda Guerra Mundial interrompeu seus estudos e ele só pode concluir seu doutorado em 1952.
Casou-se com sua colega de trabalho, a astrônoma Ingrid Groeneveld (que adotou o nome Ingrid van Houten-Groeneveld) e juntos começaram a se interessar por asteroides. Tiveram um filho chamado Karel.
Em um trabalho conjunto com Tom Gehrels e Ingrid, ele realizou a notável descoberta de milhares de asteróides. Gehrels fez um levantamento do céu usando o telescópio Schmidt de 1.2 metros do Observatório Palomar e enviou as placas fotográficas aos van Houtens no Observatório de Leiden, que as analisaram procurando por novos asteroides. Ao trio foram creditadas milhares de descobertas.
A análise estatística da população de asteroides descobertos deixou claro que eles podem ser classificados dentro de certas "famílias".
Ele também estudou as velocidades radiais de estrelas binárias próximas. Ele nunca se aposentou, mantendo-se ativo, pesquisando e publicando artigos científicos sobre asteróides e binárias eclipsantes até sua morte, em 2002.
O asteroide 1673 van Houten foi assim nomeado em sua homenagem.